# Všetko inak vyzerá
Všetko inak vyzerá è un brano musicale della cantante pop rock slovacca Katarína Knechtová, estratto come quarto singolo dal suo album di debutto da solista Zodiak. Il singolo è riuscito a raggiungere la quarta posizione della classifica slovacca dei cantanti locali, dove è rimasto finora per 20 settimane.

## Classifiche
| Classifica (2010) | Posizione massima |
| ----------------- | ----------------- |
| Slovacchia        | 15                |